# فاحشه (فیلم ۲۰۰۴)
فاحشه (انگلیسی: Whore) فیلمی است که در سال ۲۰۰۴ منتشر شد. از بازیگران آن می‌توان به داریل هاناه، دنیس ریچاردز و خواکیم دی آلمیدا اشاره کرد.